# Afton (Oklahoma)
Afton – miasto w Stanach Zjednoczonych, w stanie Oklahoma, w hrabstwie Ottawa.